# 阿妮科·佩莱
阿妮科·佩莱（義大利語：Anikó Pelle，1978年9月28日—），匈牙利和意大利水球运动员。她先后代表匈牙利、意大利参加2004年、2008年和2012年夏季奥林匹克运动会水球比赛。